# Марк Антоній Паллас
Марк Антоній Паллас (лат. Marcus Antonius Pallas, італ. Marco Antonio Pallante) (д/н —62) — впливовий вільновідпущеник та службовець за часів правління імператорів Тиберія, Калігули та Клавдія.

## Життєпис
Походив з аристократичної родини з Аркадії (півострів Пелопоннес, провінція Ахайя). Невідомо за яких обставин став рабом Антонії Молодшої, небоги імператора Августа. Після 31 року був відпущений нею на волю. Виявив хист до фінансових та майнових справ. Залишався клієнтом Антонії до самої її смерті в 37 році. На цей момент володів значною нерухомістю в Італії та Єгипті. Водночас він рано втягнувся в палацові інтриги, де виявив хитрість, рішучість, ясний розум, тверезе розуміння державних інтересів, талант організатора й керівника.
Починав свою кар'єру з того, що попередив імператора Тиберія про задуми Сеяна (напевне за порадою Антонії). При імператорі Клавдії (клієнтом якого Паллас став після смерті Антонії Молодшої) він стає a rationibus, тобто на кшталт міністра фінансів.
У 48 році він разом з іншим впливовим чиновником, Тиберієм Нарцисом, сприяв поваленню імператриці Мессаліни. Проте після цього вони розійшлися у думках стосовно майбутньої дружини Клавдія. Паллас сприяв одруженню імператора на Агрипині Молодшій, що ще більше зміцнило становище Марка Антонія при дворі. При цьому він не забував про власні фінансові справи. Завдяки значним статкам Паллас на пагорбі Есквілін заклав чудові сади.
52 року підготував закон, що забороняв співжиття вільних жінок із рабами. Під час засідання, на якому цей законопроєкт був прийнятий, сенат на пропозицію Корнелія Сципіона та Бареї Сорана постановив присвоїти Палласу преторські відзнаки, нагородити його 15 млн сестерціїв і офіційно висловити подяку від імені держави. Серед членів сенату він входив до почесного розряду преторіїв, чого не вдавалося домогтися більшості римських сенаторів.
У 54 році допоміг Агрипині вбити Клавдія, розраховуючи ще більше посилити свій вплив в імперії. Тоді ж Паллас домігся страти свого суперника Тиберія  Нарциса. У цей час Паллас активно взаємодіяв із Сенекою, вихователем Нерона, та Афранієм Бурром, префектом преторія. Усі вони разом з Агрипиною фактично керували Римською імперією. Але вже у 55 році Нерон, бажаючи позбутися опіки матері, став звільняти помічників останньої. Одним із перших було відсторонено від справ Палласа.
Палласа було звинувачено в участі в змові проти імператора, проте завдяки захисту Сенеки, виправдано. Помер 62 року в дуже похилому віці, за деякими відомостями отруєний Нероном, залишивши 300 млн сестерціїв. Ймовірно один із його нащадків, Марк Антоній Паллас, став консулом 167 року.